# Phyla nodiflora
Phyla nodiflora är en verbenaväxtart som först beskrevs av Carl von Linné, och fick sitt nu gällande namn av Edward Lee Greene. Phyla nodiflora ingår i släktet Phyla och familjen verbenaväxter. IUCN kategoriserar arten globalt som livskraftig. Inga underarter finns listade i Catalogue of Life.